# الشامة (السياني)

تعديل مصدري - تعديل

الشامة محلة تابعة لقرية الدخلة، التابعة لعزلة الهادس بمديرية السياني إحدى مديريات محافظة إب في الجمهورية اليمنية.، بلغ تعداد سكانها 21 حسب تعداد اليمن لعام 2004.